# Särkimo fria församling
Särkimo fria församling är en pingstförsamling i Maxmo i Österbotten i Finland. Församlingen grundades 6 augusti 1933 med Nestor Södergård som föreståndare.
Ett bönehus invigdes på Ulot hösten 1937. År 1983 invigdes Pingstkyrkan, byggd på samma plats som det gamla bönehuset. Strax intill är pastorbostaden belägen. I Lövsund och Västerö finns också bönehus.

## Föreståndare
- Nestor Södergårs
- Johannes Finne
- Göte Edelbring
- Gunnar Backman
- Karl-Gustav Svens
- Levi Solborg
- Rolf Strömvall
- Harry Blomberg
- Kaj Kanto